# Безрозмірнісна фізична величина
Безрозмірнісна (безрозмірна) фізична величина або фізична величина з розмірністю одиниця (англ. dimensionless quantity; non-dimentional physical quantity; нім. dimensionsloser physikalischer Grad) — фізична величина, в розмірності якої всі степені розмірностей основних величин дорівнюють нулю. Термін «безрозмірнісна» широко вживається як данина історичній традиції. Це зумовлено тим, що в символічному представленні розмірності таких величин всі показники степеня рівні нулю. Термін «величина з розмірністю одиниця» відображає домовленість, відповідно до якої символічним представленням розмірності таких величин є символ 1.

## Класифікація
У рекомендаціях ISO визначено такі види безрозмірнісних величин:
- Фактор — коефіцієнт лінійної залежності двох неоднорідних величин однієї розмірності. Приклади: коефіцієнт потужності (англ. power factor — фактор потужності); добротність (англ. quality factor — фактор якості).
- Відношення — результат ділення двох однорідних величин. Приклад: коефіцієнт відбиття (англ. reflection coefficient, відношення потоку випромінювання, відбитого даним тілом, до потоку випромінювання, що падає на нього[6]).
- Відносна величина — відношення величини до опорної однорідної. Приклад: відносна магнітна проникність (англ. relative permeability, відношення абсолютної магнітної проникності до магнітної сталої)[7].
- Рівень — логарифм відносної величини. Приклад: для рівня як логарифмічної величини введені некогерентні одиниці — бел (Б), Непер (Нп).